# Compañía Española de Petróleos

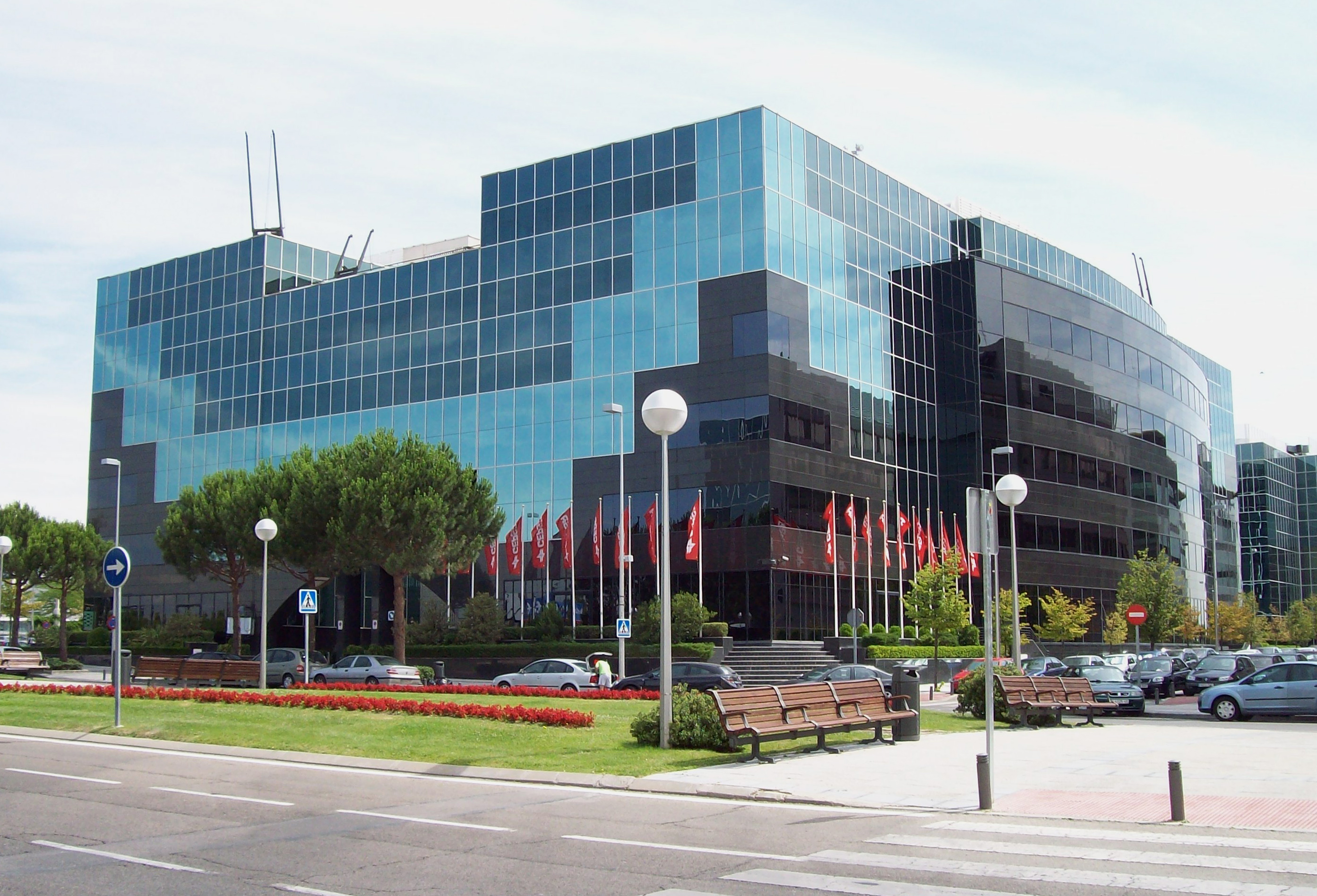
Edificio CEPSA (Campo de las Naciones, Madrid).

Moeve é uma companhia petrolífera espanhola, sediada em Madrid.

## História
A companhia foi estabelecida em 1929 por meio de Francisco Recasens.